# Iomys
Iomys är ett släkte i släktgruppen flygekorrar med två arter som förekommer i Sydostasien.
- Horsfields flygekorre (Iomys horsfieldii, Waterhouse 1838), Malackahalvön, Java, Sumatra, Borneo
- Iomys sipora (Chasen & Kloss 1928), Mentawaiöarna

Den förstnämnda arten har det största utbredningsområde och är bättre känd bland zoologerna. Artens päls är rödbrun med några glest fördelade svarta hår på ovansidan och gråaktig på buken. Ibland har undersidan en orange skimmer. Även flygmembranens ovansida har en rödaktig färg. Kroppslängden (huvud och bål) är 14,6 till 23,1 centimeter och därtill kommer en 12 till 23,1 centimeter lång svans. Svanen är avplattad på grund av längre hår vid sidorna.
Iomys horsfieldii är aktiv på natten och gömmer sig i trädens håligheter. Den vistas i olika sorters skogar och i odlade områden. Där betraktas den av vissa lantbrukare som skadedjur. Iomys sipora vistas däremot i ursprungliga skogar.
Iomys horsfieldii är inte sällsynt och betraktas av IUCN som livskraftig (Least Concern). Iomys sipora listas som starkt hotad (Endangered) på grund av skogsavverkning.